# Ischnopteris choritis
Ischnopteris choritis là một loài bướm đêm trong họ Geometridae.